# Enkianthus quinqueflorus
Enkianthus quinqueflorus är en ljungväxtart som beskrevs av João de Loureiro. Enkianthus quinqueflorus ingår i släktet klockbuskar, och familjen ljungväxter. Inga underarter finns listade i Catalogue of Life.

## Bildgalleri

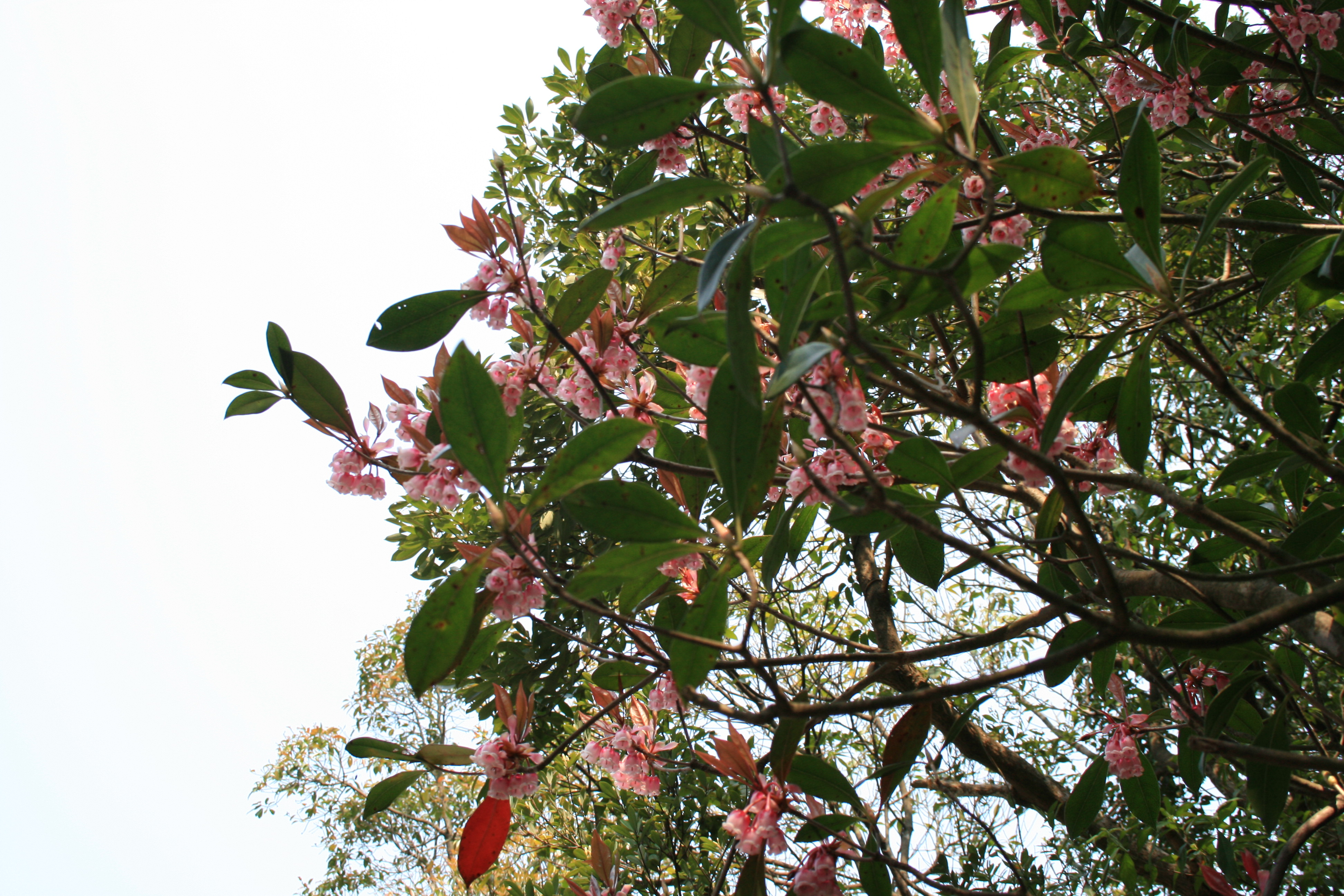
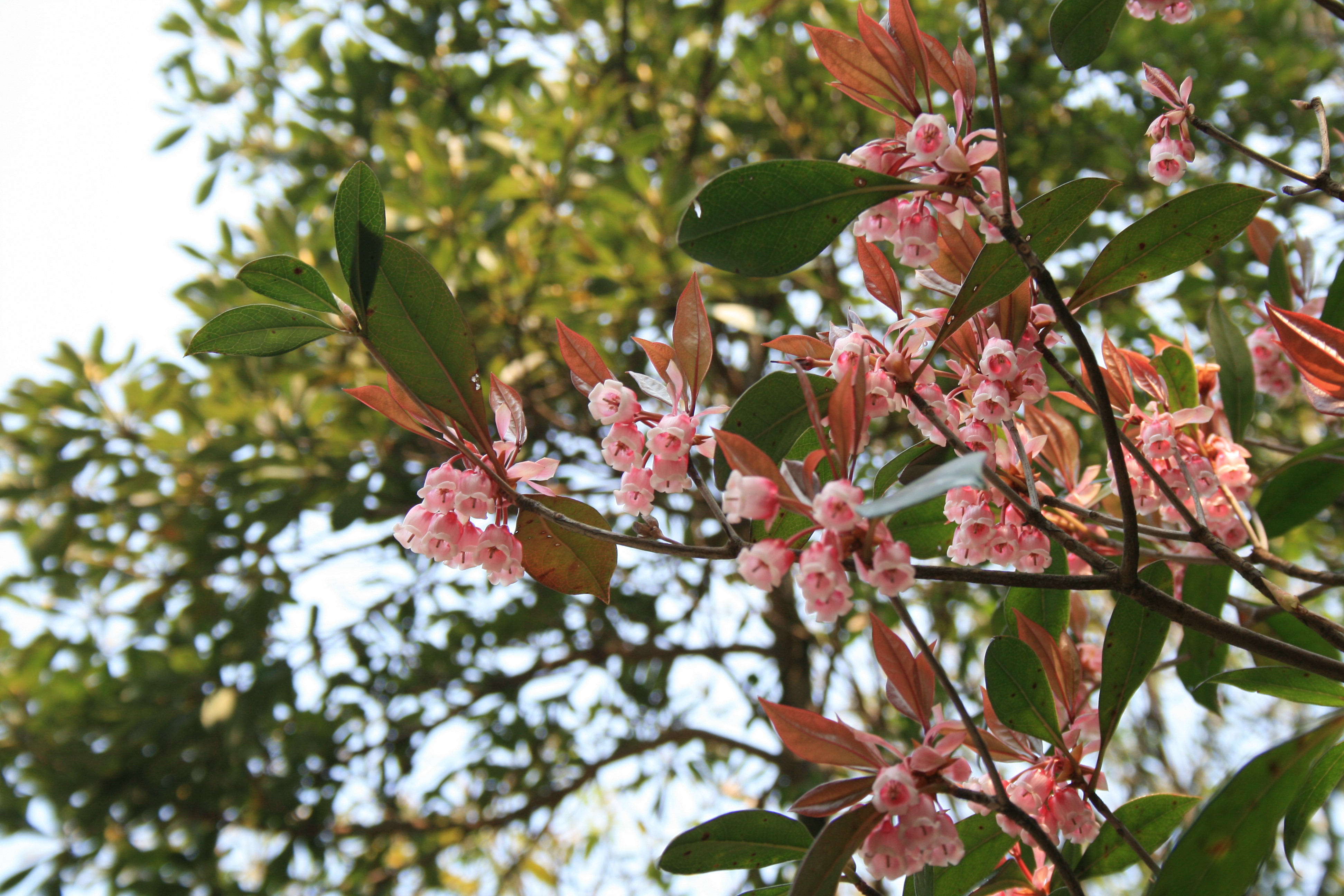
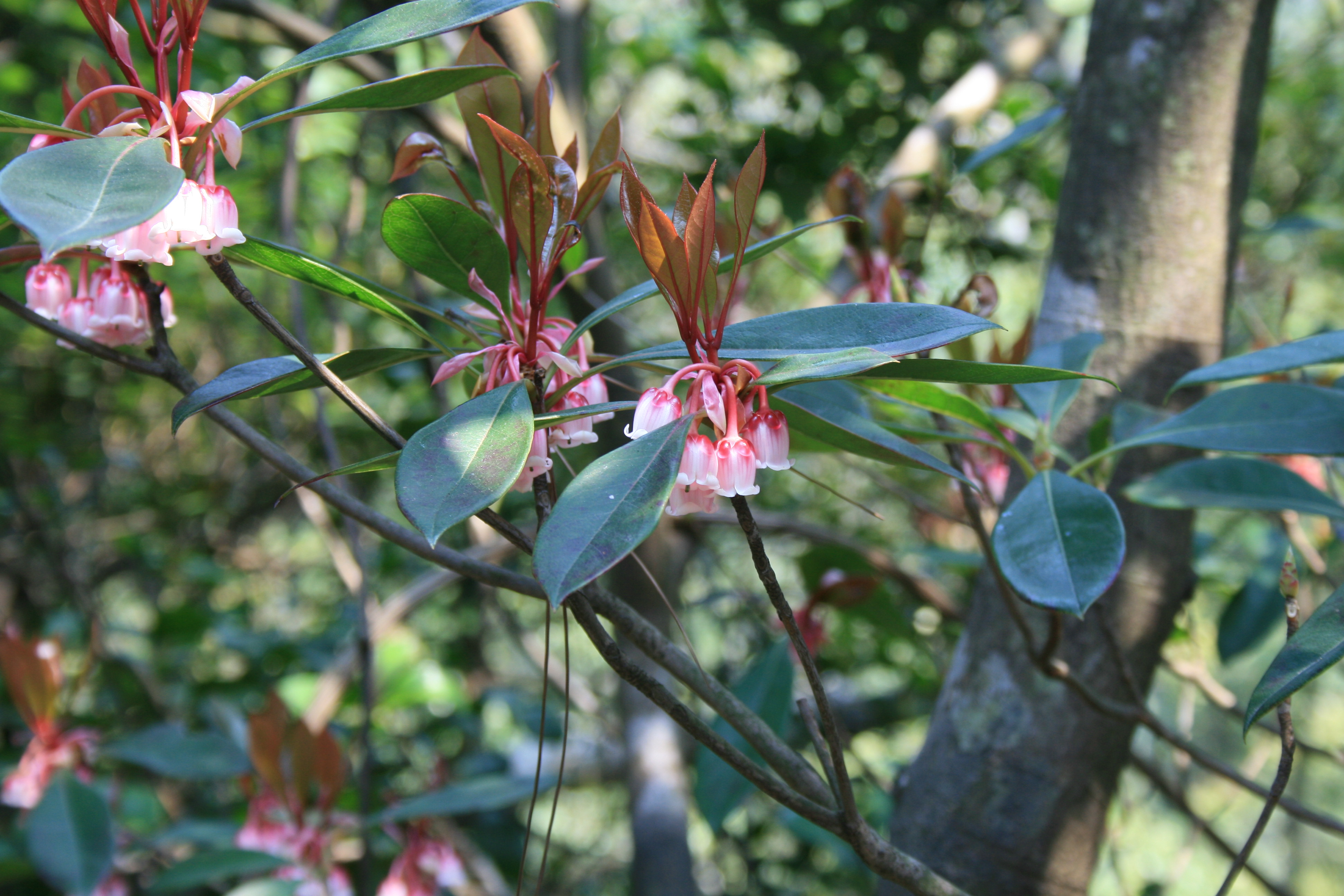